# Fondation du Millénaire
La Fondation du Millénaire pour les financements innovants pour la santé (Millennium Foundation for Innovative Finance for Health) est une ONG suisse créée en novembre 2008 dans le but de financer les systèmes de santé dans les pays en voie de développement en promouvant l'utilisation de démarches innovantes.
En 2010, la Fondation a ainsi lancé, en collaboration avec les Nations unies, le programme MassiveGood qui propose un système de micro-dons (2 €) aux voyageurs lorsqu'ils effectuent des réservations de moyens de transport ou d'hébergement par internet.